# Athyrium araiostegioides
Athyrium araiostegioides är en majbräkenväxtart som beskrevs av Ren-Chang Ching. Athyrium araiostegioides ingår i släktet Athyrium och familjen Athyriaceae. Inga underarter finns listade.